# Theuderich III.
Theuderich III. také Theoderich, Theodorich (francouzsky Thierry) (651?–691) byl králem Neustrie a Burgundska v roce 673 a pak v letech 675 až 691. Když v roce 679 získal moc i v Austrasii, stal se králem všech Franků. Jeho otec byl král Chlodvík II., matkou královna Balthilda. Je popisován jako roi fainéant, v moci neustrijského majordoma královského paláce Ebroina a později Pipina II. Prostředního, majordoma Austrasie.

## Životopis
V roce 673 byl Theuderich III. jmenován králem v Neustrii, kde nahradil svého bratra Chlothara III., ale po krátké době byl sesazen, když si trůn uzurpoval Childerich II. král Austrasie. Ten však následující rok zemřel a tak v roce 675 Theuderich znovu usedl na trůn. Jeho manželkou byla Klotilda Doda s níž měl tři děti, Chlodvíka IV., Childeberta III. a Chrodelindu. Spolu s majordomem Ebroinem vedl válku proti Dagobertovi II. a majordomovi Pipinovi II., nad nímiž v bitvě u Lucofaa zvítězili. Když král Dagobert v roce 679 zemřel a jeho protivník Ebroin byl zavražděn, uzavřel nový majordomus Waratto ve jménu Theudericha s Pipinem II. příměří. Avšak po Warattonově smrti v roce 686 toto příměří skončilo, nový neustrijský majordomus Berchar na nátlak neustrijské šlechty znovu ve jménu krále Theudericha Austrasii napadl. Ačkoliv Berchar konflikt vyvolal, v bitvě u Tertry v roce 687 byl Pipinem II. poražen, donucen odstoupit z úřadu majordoma s následně zavražděn svou tchyní Anseflédou. Král Theuderich III. byl donucen uznat Pipinovu nadvládu nad celou franskou říši, přesto byl Pipinem II. jmenován králem Austrasie, čímž se stal králem všech Franků. Důvodem Pipinova jednání byla potřeba legitimního krále na jeho cestě k moci. Počínaje Theuderichem III. začalo období „líných králů“, období kdy merovejská dynastie ztrácela svou moc, kterou postupně převzali nejvyšší úředníci franské říše, majordomové královského paláce. Moc merovejských králů byla stále více pouze formální, až byli dynastií Pipinovců z trůnu sesazeni. a zemřel v roce 691.
Bitva u Tertry se stala mezníkem v historii Pipinovců i budoucích Karlovců. Vítězstvím si zajistili hegemonii v celé Franské říši.